# 챈들러 브로사드
챈들러 브로사드(Chandler Brossard, 1922년 7월 18일 ~ 1993년 8월 29일)는 미국의 소설가이다. 아이다호 출신이다. 워싱턴에서 소년시절을 보내고 동부 여러 도시를 전전하였으며, 유럽에서도 상당 기간 머물렀다.
<뉴요커(New Yorker)> 및 <아메리칸 머큐리(American Mercury)> 등의 기자생활을 하였다. <누가 어둠 속을 걷는가?>(1952)는 미국 재즈광을 소재로 한 최초의 장편소설이다. <뻔뻔스런 방해자>(1953) 외에 몇 개의 장편을 냈고, <내 앞에 펼져진 광경>(1955)이란 수필집이 있다.